# Girardia multidiverticulata
Girardia multidiverticulata is een platwormensoort uit het geslacht Girardia Ball, 1974, dat tot de familie Dugesiidae Ball, 1974 wordt gerekend.
De wetenschappelijke naam van de soort werd voor het eerst geldig gepubliceerd in 2015 door Stella Teles de Souza, Ana Laura Nunes Morais, Lívia Medeiros Cordeiro en Ana Maria Leal-Zanchet.
Het is een blinde, niet gepigmenteerde soort die leeft in zoetwater in grotten in het Bodoquena-plateau in Mato Grosso do Sul, Brazilië. Het holotype werd er in juli 2011 verzameld. 